# خلنج الجبل الغراهامي
خلنج الجبل الغراهامي (الاسم العلمي:Phyllodoce grahamii) هو نوع من النباتات يتبع جنس خلنج الجبل من الفصيلة الخلنجية.